# 5e régiment d'artillerie (France)
Le 5e régiment d'artillerie (5e RA) (également appelé 5e régiment d'artillerie à pied) est un régiment d'artillerie de l'Armée de terre française créé sous la Révolution à partir du régiment de Strasbourg artillerie un régiment français d'Ancien Régime.

## Création et différentes dénominations
- 1791 : 5e régiment d'artillerie.
- 1794 : 5e régiment d'artillerie à pied.
- 1815 : Licencié
- 1816 : Régiment d'artillerie à pied de Strasbourg
- 1820 : 5e régiment d'artillerie à pied
- 1829 : 5e régiment d'artillerie
- 1854 : 5e régiment d'artillerie à pied
- 1867 : 5e régiment d'artillerie monté
- 1872 : 5e régiment d'artillerie
- 1914 : 5e régiment d'artillerie de campagne
- 1924 : devient 305e régiment d'artillerie portée
- 8 septembre 1939 : formation du 5e régiment d'artillerie divisionnaire

## Colonels et chefs de corps
- 1er avril 1791 : Pierre Gaston Gromard de Quintin
- 7 septembre 1792 : Jean Fabre de La Martillière
- février 1793 : Pierre Eléonore Le Dieu de Ville (*) ;
- 1793 : chef de brigade Maurice de Montfort ;
- 30 novembre 1793 : Maurice de Montfort
- 13 mars 1800 : Jean Borthon
- 26 mars 1802 : Marc Jean Demarçay
- 16 octobre 1805 : François Louis Mengin
- 11 août 1806 : Nicolas François Thérèse Gondallier de Tugny
- 1810 : Charles-Joseph Carmejane
- 28 mars 1811 : Louis Marie Joseph Hazard
- 21 juin 1814 : Aimé Prosper Saint-Cyr
- 21 janvier 1816 : Aimé Prosper Saint-Cyr
- 9 février 1827 : Claude Joseph Ambroise Picquet
- 5 juillet 1832 : Thomas René Lechesne
- 30 janvier 1836 : Bénigne Pierre Louis Eugène Raffart de Marcilly
- 12 avril 1839 : Baron Casimir Gosse de Serlay
- 15 juillet 1844 : Joseph Guillaume Mathurin Hamelin
- 22 septembre 1846 : Auguste Jean Goupil
- 8 mars 1848 : Claude Marie Prosper André
- 1er février 1849 : Alphonse Auvity
- 9 janvier 1852 : Jean Réséda Devaux
- 14 avril 1855 : Gustave Canu
- 24 août 1860 : Comte Jean-Baptiste Félix Ferri Pisani Jourdan de Saint-Anastase
- 31 décembre 1868 : Albert Nicolas Angélique Bélu
- 21 avril 1870 : Louis Paul Brady

- 1913 - 1914: colonel Robert Georges Nivelle

## Historique des garnisons, combats et bataille du5erégimentd'artillerie

### Révolution et Premier Empire
La Révolution supprime les dénominations de l'ancien régime, les régiments sont numérotés. Le no 5 est attribué au régiment de Strasbourg artillerie, en fonction de son ancienneté.

Devenu « 5e régiment d'artillerie » en 1791, il envoya à l'Assemblée une adresse qui fut lue dans la séance du 3 avril 1792, et qui avait pour objet de combattre une proposition faite par le Comité militaire, d'augmenter d'un tiers la solde des troupes. Cette adresse se terminait par cette phrase : « Retirez donc la proposition d'augmenter notre solde ; nous ne voulons pas mettre à l'enchère le sacrifice de notre sang et de notre courage. » Elle était signée des sous-officiers et soldats citoyens du 5e d'artillerie en garnison à Strasbourg.
L'Assemblée vota l'impression de cette adresse et son envoi aux 86 départements. Il y avait, en effet, quelque chose d'héroïque dans cette réclamation.
La solde commençait à être payée en assignats et l'on touchait à ce moment de détresse où le traitement d'un capitaine, réduit en argent, équivalait à peu près à 8 francs par mois.
Le 5e régiment avait détaché des compagnies à la garde des places de l'Alsace depuis Landau jusqu'à Belfort. En 1792, il fut presque tout entier employé à l'armée de Custine.

Le 5e régiment est celui qui a montré le plus d'entrain pour l'organisation des compagnies à cheval.

En 1793, le gros du régiment est à Mayence et dans les environs.
Après la prise de Mayence, les compagnies qui avaient fait partie de la garnison de cette place furent envoyées à l'armée de l'Ouest sous le commandement de Dedon cadet. 
- 1793
  - Bataille de Wissembourg
  - Siège de Mayence

En 1796 les compagnies engagées dans l'armée de l'Ouest sont attachées à l'armée d'Italie, et l'une d'entre elles a été faite prisonnière de guerre à Mantoue en 1799. 
 Pendant ce temps, le 5e régiment, dont le dépôt était toujours à Strasbourg, envoyait ses compagnies aux armées du Rhin et du Danube.
En 1800, le dépôt était à Metz. Plusieurs compagnies faisaient partie de l'armée d'Italie. C'est à un caporal du 5e régiment d'artillerie qu'appartient l'idée d'entourer les roues des voitures avec des torons de paille pour ne pas éveiller trop tôt l'attention de la garnison du Fort de Bard. Quelques compagnies étaient cette année en Helvétie, à La Rochelle et à Alençon. 
Dès le début de la formation du camp de Boulogne, en 1803, le régiment y avait envoyé dix compagnies, et le dépôt s'était transporté à Douai. En 1805, ces compagnies suivirent la Grande armée en Autriche et combattent à Austerlitz. 
En 1806, le dépôt retourne à Metz, et le régiment continue de servir aux armées d'Allemagne. Engagé dans la Campagne de Prusse et de Pologne il se trouve le 14 octobre 1806 à la bataille d'Iéna.
- 1809
  - Bataille de Wagram

En 1810, les 1re, 15e et 20e compagnies étaient à l'armée d'Espagne; les 2e, 3e, 13e, 14e et 22e compagnies étaient cantonnées autour de Wesel, faisant partie de l'armée de Brabant ; la 9e compagnie était à Dantzig, la 10e compagnie à Custrin, la 16e compagnie à Passau, la 17e compagnie au 2e corps de la Grande Armée, la 18e compagnie à Anvers, la 19e compagnie à Augsbourg et Glogau, la 21e compagnie en Portugal et la compagnie coloniale était à Cayenne.
Voici comment les compagnies se trouvaient distribuées au 1er septembre 1812, en pleine expédition de Russie :
- 1re compagnie à Metz
- 2e compagnie à Willemstad
- 3e compagnie à île de Cadzand
- 4e compagnie à la Grande Armée
- 5e compagnie à la Grande Armée
- 6e compagnie à Dantzig
- 7e compagnie en Aragon
- 8e compagnie à Berg-op-Zoom
- 9e compagnie à Dantzig
- 10e compagnie à Bruges
- 11e compagnie à la Grande Armée
- 12e compagnie à la Grande Armée
- 13e compagnie à île de Cadzand
- 14e compagnie à Flessingue
- 15e compagnie à la Grande Armée
- 16e compagnie à la Grande Armée
- 17e compagnie à la Grande Armée
- 18e compagnie à la Grande Armée
- 19e compagnie à Dantzig
- 20e compagnie à la Grande Armée
- 21e compagnie en Portugal
- 22e compagnie à la Grande Armée
- Dépôt à Metz

En 1813, les 1re et 11e compagnies sont presque entièrement détruites au passage du Bober. D'autres compagnies sont engagées dans la campagne d'Allemagne et participent du 16 au 19 octobre à la Bataille de Leipzig.
Réorganisé à Metz le 1er septembre 1814 par le général d'Anthouard, le 5e régiment d'artillerie avait, au 1er juin 1815, 3 compagnies à Vincennes ; toutes les autres étaient à l'armée du Nord ou dans les places de la Meuse et de la Moselle.

Voici les emplacements de compagnies à la date du 1er août 1815
- 1re compagnie à Limoges
- 2e compagnie à Limoges
- 3e compagnie à Limoges
- 4e compagnie à Verdun
- 5e compagnie à Limoges
- 6e compagnie à Saint-Omer
- 7e compagnie à Béthune
- 8e compagnie à Aire-sur-la-Lys
- 9e compagnie à Bouchain
- 10e compagnie à Limoges
- 11e compagnie à Limoges
- 12e compagnie à Limoges
- 13e compagnie à Limoges
- 14e compagnie à Limoges
- 15e compagnie à Limoges
- 16e compagnie à Longwy
- 17e compagnie à Metz
- 18e compagnie à Metz
- 19e compagnie à Montmédy
- 20e compagnie à Thionville
- 21e compagnie en Portugal
- 22e compagnie à Sarrelouis
- État-major à Limoges

Le gros du régiment, envoyé à Rochefort, y a été licencié le 11 novembre 1816 par le général Berge. Le conseil d'administration avec le colonel Aimé Prosper Saint-Cyr a été maintenu à Rochefort jusqu'à la fin de la liquidation. Les compagnies détachées dans les places ont été successivement licenciées par les autorités militaires locales.

### De 1816 à 1852
Le « 5e régiment d'artillerie » est reconstitué à Strasbourg en 1816 par le procédé suivi pour les autres. Il a été formé avec le fonds de l'ancien régiment et complété avec des canonniers des départements du Bas-Rhin, du Haut-Rhin, de la Meurthe, des Vosges et de la Haute-Saône. Le nouveau corps reçut le titre de « régiment de Strasbourg » qu'il a gardé jusqu'en 1820.
On le trouve en garnison à Strasbourg en 1816, à Valence en 1821, à Auxonne en 1822, et à Toulouse en 1826.
A la réorganisation de 1829, le régiment conserve 13 compagnies, et verse 3 compagnies au 10e régiment d'artillerie de nouvelle formation et reçoit en échange 3 compagnies de l'ex-3e régiment d'artillerie à cheval.
Il prend ensuite ses quartiers à Rennes en 1835, à Metz en 1842, à La Fère en 1844, à Vincennes en 1847, à Strasbourg en 1848, et à Grenoble en 1852.
En 1849, il fait partie du corps expéditionnaire de la Méditerranée envoyé combattre la République romaine et participe au siège de Rome

### Second Empire
En 1854, il redevient « 5e régiment d'artillerie à pied », conserve son état-major et 4 batteries et il est complété par 4 batteries du 2e régiment d'artillerie et 4 batteries du 3e régiment d'artillerie.
Engagé dans la guerre de Crimée le régiment rejoint l'armée d'Orient, participe au siège de Sébastopol en particulier lors de la bataille de Malakoff.
Il est en garnison à Besançon en 1858, à Grenoble en 1861, à Metz en 1863, et à Strasbourg en 1866.
En 1859, il participe à la campagne d'Italie et est engagé à la bataille de Solférino.
En 1863, le régiment est engagé dans l'expédition du Mexique et assiste aux sièges de Puebla et d'Oaxaca puis en 1864 aux combats et batailles de Matehuala (es), de Durango (es), de Majoma (es), et de Monterrey (es), en 1865 à celles d'Oaxaca, de Matamoros, de Tampion, de Tancasnequi, de Chihuahua, et de Villa-Alta (es) et en 1866 de Saltillo, Tehuacán, et Huatusco avant de revenir en France.
Dans la Guerre franco-prussienne de 1870 le régiment est à l'armée du Rhin et combat à Sarrebruck, Spicheren, Rezonville, Saint-Privat, et Noisseville. Certaines batteries participent à la défense de places fortes comme à Strasbourg et à celle du fort de Lichtenberg où une escouade de 6 canonniers du 5e RA soutient pendant 22 heures le feu de 16 pièces allemandes. Les munitions épuisées ceux-ci continuent de combattre avec les fantassins.

### De 1871 à 1914

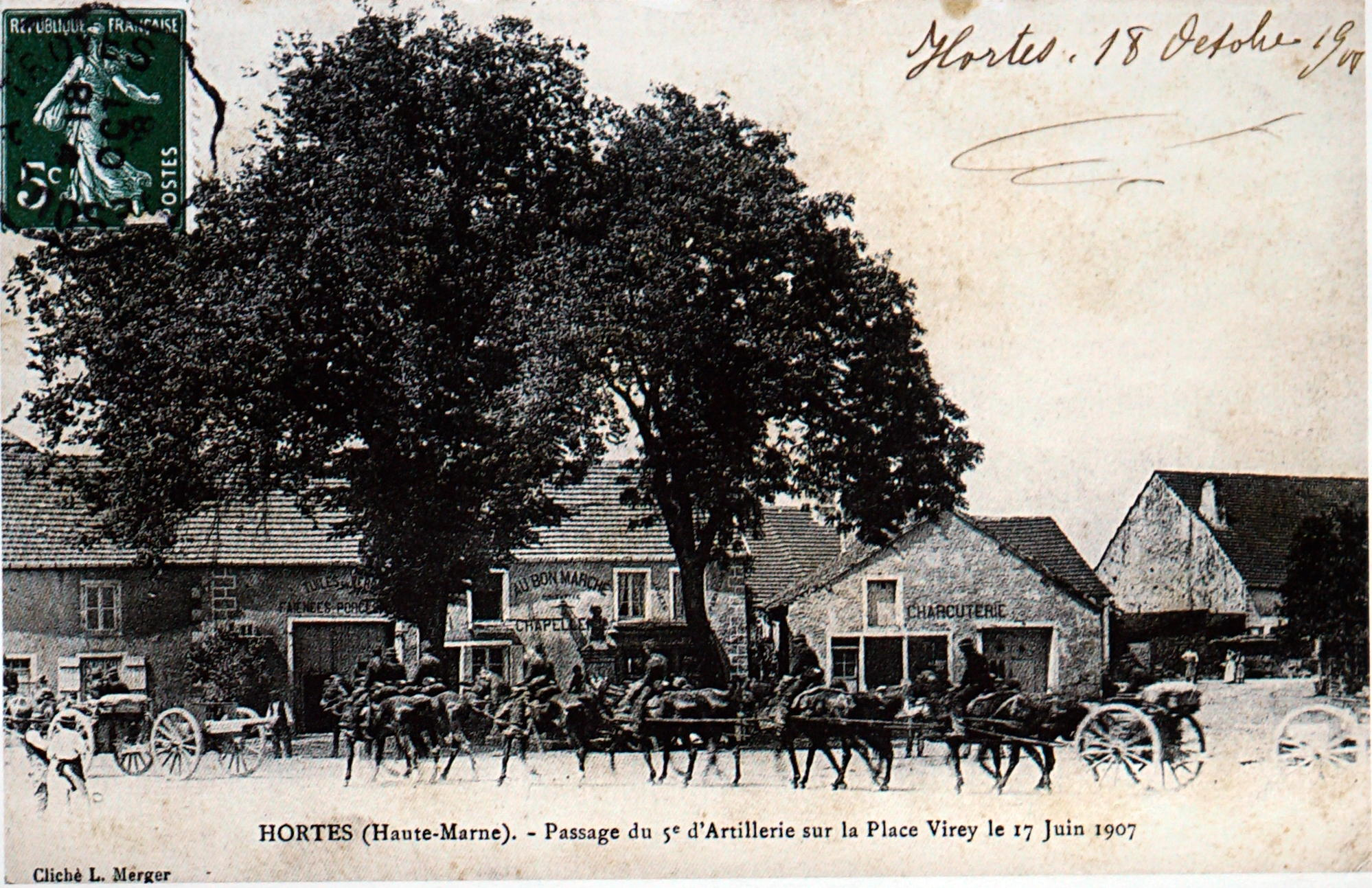
Le 5e traversant le village d'Hortes en 1907.

À partir de 1872 le régiment est en garnison à Besançon.
En 1873, il fait partie de 7e brigade et reçoit une batterie à cheval du 4e régiment d'artillerie et cède 1 batterie au 7e régiment d'artillerie, 1 batterie au 36e régiment d'artillerie, et 2 batteries au 38e régiment d'artillerie.   
En 1881, il participe à l'expédition de Tunisie

### Première Guerre mondiale
En casernement à Besançon

#### Affectation
7e brigade d'artillerie, artillerie du 7e Corps d'Armée.
Composition : 4 groupes de 12 batteries de 75 (48 canons). 

#### 1914
Alsace, Mulhouse, bataille de la Marne, Puisieux.
Mobilisée à Saint-Claude, la 32e batterie du 5e RAC est rattachée à l'artillerie divisionnaire (AD) de la 70e division d'infanterie, qui devient en avril 1917 le 208e RAC.
Formés de réservistes, deux groupes de renforcement (batteries 27 à 29 et 41 à 43) rejoignent l'artillerie divisionnaire de la 57e DI. En avril 1917 l'AD/57 est renommée 204e RAC.

#### 1915
Le 15 juin 1915, les 3e et 4e groupes du 5e RAC constituent l'artillerie divisionnaire de la 121e division d'infanterie, qui vient d'être formée et qui deviendra le 205e RAC en avril 1917.
Créé en décembre 1915 à Besançon, le 5e groupe est un groupe de canons de 90, servis par des réservistes, tout comme le 6e groupe, créé en juin 1915. Ces deux groupes sont rattachés à l'artillerie divisionnaire de la 133e division d'infanterie, qui devient en avril 1917 le 265e RAC.
Les 1er et 2e groupes combattent en Champagne, notamment à Le Mesnil-lès-Hurlus et dans la Meuse.

#### 1916

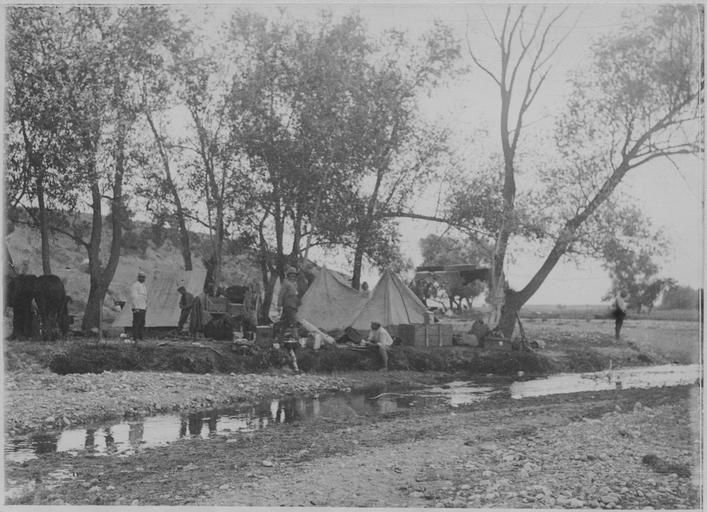
Le PC du lieutenant commandant la du 5e RAC à Leptokariai(Macédoine-Centrale) en septembre 1916. La batterie appartient aux deux groupes détachés à la de l'armée d'Orient.

1er et 2e groupes : Bataille de Verdun, Eix, Douaumont, bois de la Caillette, Thiaumont, puis bataille de la Somme.

#### 1917
1er et 2e groupes : Mont Blond, Cornillet.

#### 1918
1er et 2e groupes : Matz, L'Aisne.

### Entre-deux-guerres
Le régiment devient le 1er janvier 1924 le 305e RAP stationné à Colmar et Neuf-Brisach.

### Seconde Guerre mondiale
Création du 5e RAD le 8 septembre 1939 par le centre mobilisateur d'artillerie 27 (Chaumont, Langres). Le régiment comprend une batterie hors rang (BHR), trois groupes de 75 mm et une batterie divisionnaire anti-chars (BDAC) de 75 mm ou de 47 mm. Il appartient à la 47e division d'infanterie.

### De 1945 à nos jours
En 1946 création du 5e R.A.C.A.P., il sera dissous en 1949.

## Faits d'armes inscrits sur l'étendard
Il porte, cousues en lettres d'or dans ses plis, les inscriptions suivantes :
- Wissembourg 1793
- Wagram 1809
- Sébastopol 1854-1855
- Solférino 1859
- L'Ourcq 1914
- Verdun 1916
- L'Aisne 1918

## Décorations
Le 5e, 27e, 28e et 38e Régiments d’Artillerie de Campagne. Reçoivent la Fourragère aux couleurs du ruban de la Croix de Guerre 1914-1918 le 13 novembre 1918.
- Sa cravate porte la croix de guerre 1914-1918 avec 2 citations à l’ordre de l’Armée

## Personnalités ayant servi au5eRA
- François-Paul Berthier (1772-1856), brigadier en 1793.
- Charles-Joseph Carmejane (1772-1830), chef de corps du régiment en 1810.
- Joseph Christophe Couin (1763-1834), général français de la révolution et de l’Empire.
- Émile Ginas (1892-1975), maréchal des logis en 1914.
- Louis Gentil (1896-1945), général et résistant français, Compagnon de la Libération.
- Georges Lecointe (1902-1944), adjudant-chef en 1940[7].
- Nicolas Louis Raoul (1788-1850), alors canonnier.

## Sources et bibliographie
- H. Kauffer. & G. Van Den Bogaert : Historiques de l'artillerie française
- Historique des 5e, 205e, 265e régiment d'artillerie de campagne : campagne 1914-1918, Paris, Chapelot, 56 p., lire en ligne sur Gallica.
- Louis Susane : Histoire de l'artillerie Française
- 5e Régiment d'Artillerie-á-Pied
- Historiques des corps de troupe de l'armée française (1569-1900)
- Maurice Loir, Au drapeau ! Récits militaires extraits des mémoires de G. Bussière et E. Legouis, du Cte de Ségur, du maréchal Masséna, du général Vte de Pelleport,... et des journaux, 1897, 312 p. (lire en ligne), p. 297 et suivantes